# Max Feldbauer

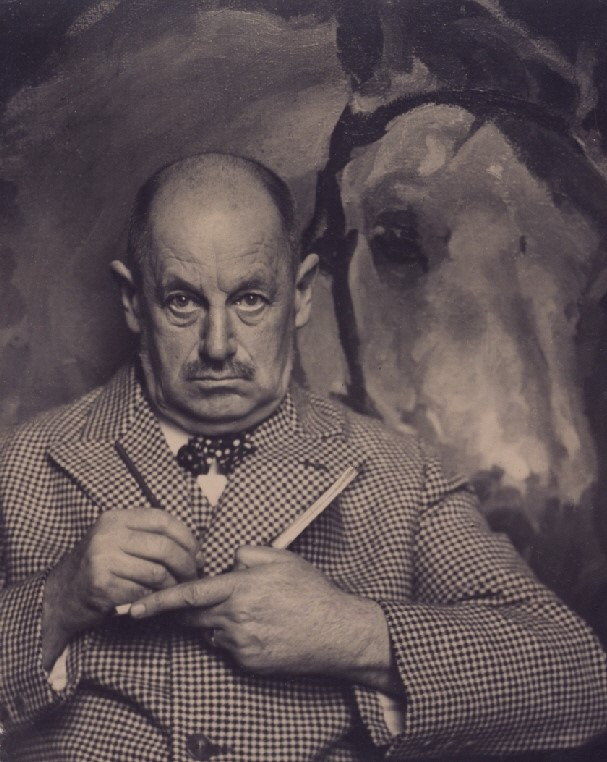
Max Feldbauer im Jahr 1930

Max Josef Feldbauer (* 14. Februar 1869 in Neumarkt in der Oberpfalz; † 20. November 1948 in Straubing) war ein deutscher Maler, Mitglied der Scholle und der Münchener Secession und Gründungsmitglied der Münchener Neuen Secession.

## Leben
Max Feldbauer war Sohn des Neumarkter Bürgermeisters Josef Feldbauer. Nachdem der Vater und die fünf jüngeren Geschwister gestorben waren, zog seine Mutter mit Max nach München um. Hier begann seine Malausbildung an der Kunstgewerbeschule. Er wechselte an die private Malschule des Ungarn Simon Hollósy, wo er dem Impressionismus näherkam. An der Akademie der Bildenden Künste München setzte er seine Studien bei Otto Seitz, Paul Hoecker und Johann Caspar Herterich fort. Als junger Akademiker lernte er die großen Münchner Maler kennen – Stuck, Trübner, Lenbach, Defregger. Er wurde Mitbegründer der Künstlergruppe Die Scholle und wirkte an der Zeitschrift Die Jugend mit. 1908 verließ er Die Scholle und trat der Secession München bei. 1913 wurde er Mitbegründer der Münchener Neuen Secession, in der er mit Albert Weisgerber als Vorstand wirkte. Im Herbst 1898 verbrachte er mit Angelo Jank, ebenfalls ein Pferdeliebhaber, mehrere Wochen in Harburg.
Im Dezember 1899 heiratete Feldbauer die Malerin Elise Eigner aus Fronberg bei Schwandorf.
Feldbauer war von 1901 bis 1915 Lehrer an der Damenakademie des Münchner Künstlerinnenvereins. Von 1912 bis 1922 leitete Feldbauer in Mitterndorf bei Dachau eine Malschule. Nach einigen Reisen in die Bretagne, in die Schweiz, nach Tirol, Helgoland und Italien ließ er sich in Mitterndorf bei Dachau nieder. 1916 wurde er an die Kunstgewerbeschule Dresden berufen, 1918 an die Akademie für Bildende Künste Dresden, deren Präsident er 1928 wurde. Zu seinen Schülern gehörte u. a. Erik Mailick.
1933 nach der Machtübernahme von Adolf Hitler erhielt er zunächst Ausstellungsverbot für seine Werke. Er war aber im gleichen Jahr in Dresden auf der Gemeinsamen Ausstellung der Künstlergruppen. Künstlervereinigung, Deutscher Künstlerverband und Dresdner Sezession vertreten. Bis 1942 ist seine Teilnahme an 12 weiteren großen Gruppenausstellungen sicher belegt. Im August 1944 nahm ihn Hitler in die Gottbegnadeten-Liste der wichtigsten Maler des NS-Staates auf.
Feldbauer zog nach München, wo er 1944 ausgebombt wurde. Anschließend zog er nach Münchshöfen im Landkreis Straubing.

## Künstlerisches Wirken

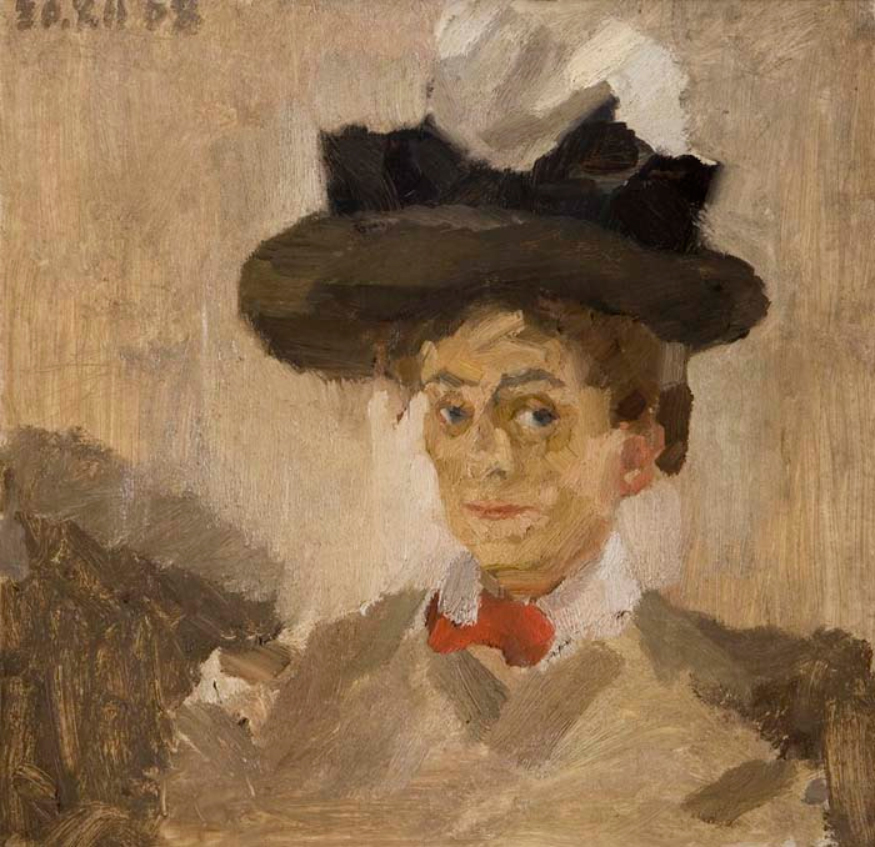
Max Feldbauer: Elise Feldbauer (1908)

Feldbauer war einer der eifrigsten Mitarbeiter an der Wochenzeitschrift Die Jugend, der er ungefähr 250 Arbeiten lieferte. Als Mitglied der Künstlergruppe Die Scholle und an der Teilnahme an ihren Ausstellungen im Glaspalast München wurde er bekannt. Seine bayerisch-derbe Art fand auch in seiner Motivwahl und Malweise ihren Niederschlag. Bevorzugt malte er bäuerliche Szenen, Soldaten- und Pferdebilder, aber auch Wirtshausstimmungen.
In der Ankündigung der Gemäldegalerie Dachau zur ersten Einzelausstellung von Werken des Malers nach 80 Jahren wird Max Feldbauer zitiert: „1904 begann ich eigentlich erst zu malen. Ich finde den Ausdruck ›Impressionismus‹ im Grunde nicht richtig, besser ‚Improvisationismus‘. Ich stellte mich hin und fing an und hörte auf. Fertig. Sogenannte Phantasie liebe ich nicht, darum hielt ich mich der Komposition fern: ein Kopf, eine Figur, ein Akt, ein Roß genügten mir vollständig.“

## Werke, Ausstellungen und Ehrungen
- bis 1908 Ausstellungen mit der Künstlervereinigung Die Scholle im Glaspalast
- 1910 Feldbauer-Sonderausstellung in der Kunsthandlung Brakl in München
- 1915 Feldbauer-Ausstellung in Dresden
- 1928 Wettbewerb für Malerei in Amsterdam gewonnen
- 1933 den Bayerischen Maximiliansorden für Wissenschaft und Kunst erhalten
- 1944 Ausstellung des graphischen Werkes im Haus der Deutschen Kunst mit Überreichung der Goethe-Medaille für Kunst und Wissenschaft.
- 2015 Gemäldegalerie Dachau

## Museen und öffentliche Sammlungen mit Werken Feldbauers (unvollständig)
- Berlin, Museum Europäischer Kulturen[5]
- Berlin, Kunstbibliothek - Staatliche Museen zu Berlin[6]

- Chemnitz, Kunstsammlungen am Theaterplatz[7]

- Dresden, Galerie Neue Meister[8]
- Dresden, Kupferstichkabinett[8]
- München, Bayerische Staatsgemäldesammlungen
- München, Staatliche Graphische Sammlung
- München, Städtische Galerie im Lenbachhaus
- Regensburg, Museum der Stadt Regensburg
- Regensburg, Ostdeutsche Galerie